# Heinrich Hillebrecht
Heinrich Friedrich Adolf Hillebrecht (eigene Benennung: Friedrich Hillebrecht; * 5. Januar 1846 in Arnum; † 30. Oktober 1918 in Düsseldorf) war Düsseldorfer Stadtgärtner. Er entwickelte und prägte über drei Jahrzehnte die Grünflächen der Stadt. Zahlreiche Plätze und Parks in Düsseldorf weisen noch heute seine Handschrift auf, wenn auch zum Teil in veränderter Form.

## Leben
Hillebrecht wurde 1846 in Arnum geboren. Mit 15 Jahren begann er eine Lehre als Gärtner im nahen Hannover. Seine Gesellenjahre führten ihn ins Rheinland, aber auch nach Paris und London. Nach dem Deutsch-Französischen Krieg 1870/71 kehrte er nach Hannover zurück, wo er als selbstständiger Gärtner arbeitete. Von seinem Onkel, der als Stadtgärtner in Benrath tätig war, wurde Hillebrecht auf eine freie Stelle in Düsseldorf hingewiesen. Am 1. Juni 1876 trat er als Obergärtner in städtische Dienste. 1879 folgte er – knapp 33-jährig und ohne eine förmliche Ausbildung zum Landschaftsarchitekten  – dem Gartendirektor Oscar Hering als Leiter der Düsseldorfer Gartenverwaltung. In den folgenden drei Jahrzehnten prägte Hillebrecht mit seinen Planungen für Plätze und Grünanlagen das Stadtbild entscheidend mit. Sein Wirken fiel in die Zeit einer großen städtischen Expansion. Hatte Düsseldorf bei Amtsantritt Hillebrechts rund 80.000 Einwohner, so waren es bei seiner Pensionierung 1910 mit 360.000 mehr als viermal so viele. Leiter der Gartenverwaltung wurde 1906 der Gartenarchitekt Walter von Engelhardt. Hillebrecht starb acht Jahre nach der Pensionierung im Jahre 1918.
Bestanden die städtischen Grünanlagen zu Beginn Hillebrechts Tätigkeit noch überwiegend aus den von Maximilian Weyhe auf den Flächen der ehemaligen Festungsanlagen angelegten Parks wie dem Hofgarten oder dem Schwanenspiegel, so machte die rasche Expansion der Stadt gärtnerische Neuanlagen in großem Umfang erforderlich. Als oberster Stadtgärtner entwarf Hillebrecht zahlreiche gärtnerische Anlagen für Plätze und Straßen in den neuen Wohnquartieren. Bis heute unverändert überdauert haben im Wesentlichen die Anlagen rund um die Goltsteinstraße in Stadtmitte und der Ostpark. Der Corneliusplatz am Beginn der Königsallee wird nach dem Bau der U-Bahn wieder original hergestellt. Viele der von Hillebrecht entworfenen Straßen und Plätze prägen bis heute das Stadtbild.

## Werk in Düsseldorf (Auswahl)

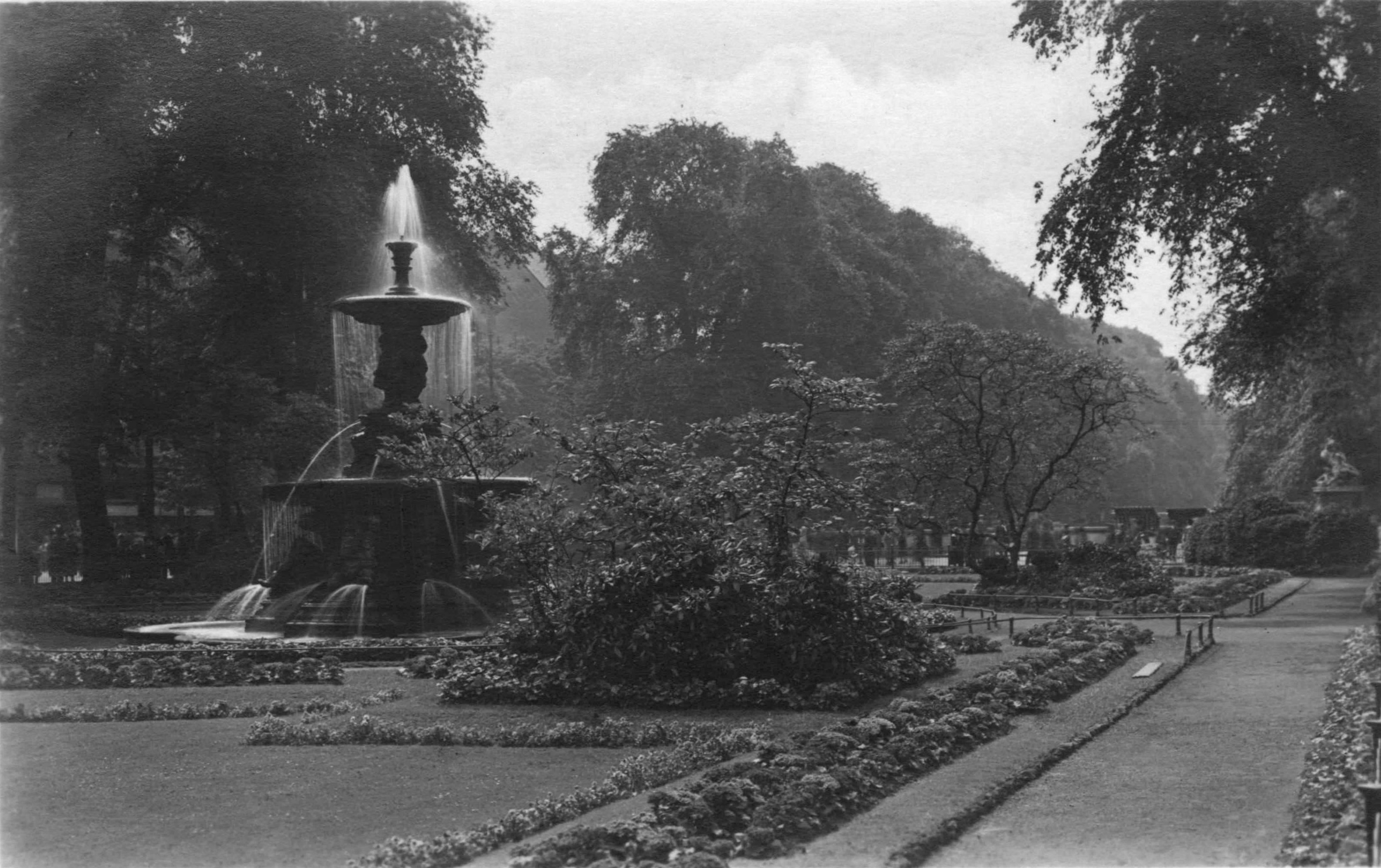
Corneliusplatz mit Schalenbrunnen 1915

- Corneliusplatz, Beginn der Königsallee
- Goltsteinparterre im Hofgarten und Schmuckanlage entlang der Goltsteinstraße
- Clever Platz (heutiger Kolpingplatz) in Pempelfort (siehe auch Klever Straße)
- Hermannplatz in Flingern
- Kirchplatz in Friedrichstadt
- Lessingplatz in Oberbilk
- Spichernplatz in Derendorf
- Parkanlage um das Ständehaus
- Umgestaltung des Floraparks
- Begrünung der Düssel an der Karolinger und Prinz-Georg-Straße
- Gestaltung des ersten Abschnittes des Volksgartens
- Ostpark